# Theys
Theys és un municipi francès situat al departament de la Isèra i a la regió d'Alvèrnia-Roine-Alps. L'any 2007 tenia 1.905 habitants.

## Demografia

### Població
El 2007 la població de fet de Theys era de 1.905 persones. Hi havia 711 famílies de les quals 168 eren unipersonals (109 homes vivint sols i 59 dones vivint soles), 168 parelles sense fills, 299 parelles amb fills i 76 famílies monoparentals amb fills.
La població ha evolucionat segons el següent gràfic:
Habitants censats

### Habitatges
El 2007 hi havia 891 habitatges, 723 eren l'habitatge principal de la família, 127 eren segones residències i 41 estaven desocupats. 795 eren cases i 88 eren apartaments. Dels 723 habitatges principals, 577 estaven ocupats pels seus propietaris, 126 estaven llogats i ocupats pels llogaters i 20 estaven cedits a títol gratuït; 8 tenien una cambra, 29 en tenien dues, 85 en tenien tres, 178 en tenien quatre i 422 en tenien cinc o més. 544 habitatges disposaven pel capbaix d'una plaça de pàrquing. A 250 habitatges hi havia un automòbil i a 433 n'hi havia dos o més.

### Piràmide de població
La piràmide de població per edats i sexe el 2009 era:
| Homes | Edats   | Dones |
| ----- | ------- | ----- |
| 4     | 95 o +  | 4     |
| 0     | 90 a 94 | 8     |
| 8     | 85 a 89 | 0     |
| 0     | 80 a 84 | 20    |
| 20    | 75 a 79 | 24    |
| 28    | 70 a 74 | 24    |
| 32    | 65 a 69 | 28    |
| 36    | 60 a 64 | 48    |
| 28    | 55 a 59 | 16    |
| 60    | 50 a 54 | 36    |
| 84    | 45 a 49 | 68    |
| 60    | 40 a 44 | 68    |
| 92    | 35 a 39 | 44    |
| 84    | 30 a 34 | 80    |
| 16    | 25 a 29 | 32    |
| 48    | 20 a 24 | 36    |
| 24    | 15 a 19 | 32    |
| 68    | 10 a 14 | 64    |
| 68    | 5 a 9   | 72    |
| 60    | 0 a 4   | 40    |

## Economia
El 2007 la població en edat de treballar era de 1.249 persones, 982 eren actives i 267 eren inactives. De les 982 persones actives 943 estaven ocupades (515 homes i 428 dones) i 39 estaven aturades (16 homes i 23 dones). De les 267 persones inactives 85 estaven jubilades, 112 estaven estudiant i 70 estaven classificades com a «altres inactius».

### Ingressos
El 2009 a Theys hi havia 755 unitats fiscals que integraven 2.011 persones, la mediana anual d'ingressos fiscals per persona era de 21.725 €.

### Activitats econòmiques
Dels 83 establiments que hi havia el 2007, 4 eren d'empreses extractives, 2 d'empreses alimentàries, 3 d'empreses de fabricació d'altres productes industrials, 9 d'empreses de construcció, 13 d'empreses de comerç i reparació d'automòbils, 5 d'empreses de transport, 9 d'empreses d'hostatgeria i restauració, 1 d'una empresa d'informació i comunicació, 6 d'empreses financeres, 1 d'una empresa immobiliària, 16 d'empreses de serveis, 12 d'entitats de l'administració pública i 2 d'empreses classificades com a «altres activitats de serveis».
Dels 18 establiments de servei als particulars que hi havia el 2009, 1 era una oficina de correu, 4 tallers de reparació d'automòbils i de material agrícola, 3 paletes, 2 fusteries, 1 lampisteria, 2 electricistes, 1 veterinari i 4 restaurants.
Dels 5 establiments comercials que hi havia el 2009, 1 era una botiga de menys de 120 m², 2 fleques, 1 una carnisseria i 1 una llibreria.
L'any 2000 a Theys hi havia 45 explotacions agrícoles que ocupaven un total de 660 hectàrees.

## Equipaments sanitaris i escolars
L'únic equipament sanitari que hi havia el 2009 era una farmàcia.
El 2009 hi havia 1 escola maternal i 1 escola elemental.

## Poblacions més properes
El següent diagrama mostra les poblacions més properes.